# 장항동
장항동(獐項洞)은 경기도 고양시 일산동구에 있는 법정동이다. 장항동은 고양시의 서북쪽 끝에 자리한 법정동 명칭으로 동으로는 백석동과 경계를 이루고 있으며, 서쪽로는 송포동, 한강을 사이에 두고 김포시와 남쪽으로는 덕양구 능곡동과 경계를 이루고 있다. 북쪽으로는 송포동이 이웃하고 있는 마을이다.

## 지명
장항동은 일산신도시와 한강 사이에 자리한 마을이다. 이곳은 예전부터 정발산, 고봉산 자락에 살고 있던 노루들이 한강으로 물을 마시기 위해 다니던 길목이라 하여 ‘노루목’, 또는 ‘놀메기’라 부르던 곳이다 이 ‘장항’이란 이름도 ‘노루 장’(獐)에 ‘목’항(項)자를 쓰고 있다.

## 개요
장항1동은 고양시에서 가장 낮은 저지대에 해당하는 마을로 자유로 바로 아래에 있다. 자유로에 올라 마을을 내려다보면 멀리 일산신도시 지역의 고층 아파트가 보이고 바로 앞으로 창고형 건물이 대규모로 보이는데 이곳이 장항1동이다. 장항1동은 능곡 방향에서 들어갈 때 섬말 다리를 지나 장항로로 들어가면 시작하고 좌우에 집들이 보인다. 이곳에서 계속 장항IC 방향으로 나아가면 좌측으로 대규모의 창고 건물이 보이고 도로 주변에 소규모의 상가가 들어서 있다. 장항1동에서 자유로와 일산 신시가지를 연결하는 백마로 부근에는 늘 화물차 등으로 교통이 혼잡하다. 이곳에서 일산 호수공원 후문 방향까지 창고형 건물이 빼곡한데 인쇄소, 물류 창고, 공장으로 쓰이고 있다. 나머지 지역은 일부에 논과 밭이 일부남아 있기도 하다. 본래 이 지역에 오랜 기간 머문 주민들은 이곳에 거주하고 있으나 근무시간이 지나면 다시 인구가 급속히 감소한다. 장항2동은 일산 호수공원과 일산 문화광장(옛 미관광장)으로 유명한 곳이다. 현재의 장항2동 지역은 크게 5가지의 마을 모습을 보여주고 있는데 먼저 호수마을 일대는 고층의 아파트 단지가 있고 그 서북쪽으로는 검찰청, 법원, 사법연수원 등의 기관들이 있으며 다시 이곳에서 일산동구청 방면으로는 고양시 최고, 최대의 오피스텔과 상가가 들어서 있다.

## 법정동
- 장항동

## 방송
- 한국교육방송공사

## 교육
- 호수초등학교
- 한류초등학교
- 고양장항초등학교

## 교통
- 장항 나들목
- 수도권 전철 3호선 마두역 - 정발산역